# Světové nomádské hry
Světové nomádské hry (Kyrgyzsky: Дүйнөлүк көчмөндөр оюндары) jsou mezinárodní sportovní soutěž složená z etnických sportů praktikovaných ve Střední Asii. Účastníci těchto her jsou bývalé Sovětské republiky Kyrgyzstán, Kazachstán, Ázerbájdžán, Uzbekistán, Turkmenistán, Tádžikistán a Rusko (zejména republiky Jakutsko, Burjatsko, Altaj, Kalmycko, Baškortostán) stejně jako jiné země, např. Mongolsko, Turecko, Afghánistán, Spojené státy a také Česká republika. První tři Světové nomádské hry se konaly ve městě Cholpon-Ata v Kyrgyzstánu.

## Sportů a disciplín
- Alysh (Kyrgyzsky: Алыш), druh wrestlingu
- Salburun (Kyrgyzsky: Салбурун), sport, který kombinuje sokolnictví, lukostřelbu na koni a lov pomocí Taigana
- Shagai
- Koňské dostihy (Ат чабыш)
- Er enish, (Kyrgyzsky: Эр эңиш)
- Toguz korgool, (Kyrgyzsky: Тогуз коргоол)
- Kourach
- Kok-boru, sport podobný Buzkaši, kde jezdci bojují o kostru kozy. (Kyrgyzsky: Көк бөрү); v Kazaštině se nazývá Kokpar.[2]kyrgyzsky Эр эңишkyrgyzsky Көк бөрү

## Kulturní program
Hry jsou spojené s kulturním a etnickým programem. Během prvních Nomádských her byla instalována vesnice skládající se z jurt, a také probíhaly další kulturní a zábavné akce.

## Seznam Nomádských her
| Číslo | Rok  | Hostitelská Země | Hostitelské město | Disciplíny |
| ----- | ---- | ---------------- | ----------------- | ---------- |
| I     | 2014 | Kyrgyzstán       | Cholpon-Ata       | 10 + 4     |
| II    | 2016 | Kyrgyzstán       | Cholpon-Ata       | 23         |
| III   | 2018 | Kyrgyzstán       | Cholpon-Ata       | 37         |